# Good Guys Wear Black
Good Guys Wear Black es una película de acción de 1978 protagonizada por Chuck Norris. Esta fue la tercera película de Norris como la estrella. La película contó con la primera aparición en pantalla del hermano de Norris, Aaron Norris y las últimas apariciones de Lloyd Haynes, Dana Andrews y Jim Backus.

## Sinopsis de la trama
En 1973, un senador de Estados Unidos, Conrad Morgan (James Franciscus), jefe diplomático delegado para la negociación de los términos del fin de la Guerra de Vietnam, llegó a un acuerdo en París, Francia, con Kuong Yen, el negociador de Vietnam del Norte. En el acuerdo Yen pidió liberar ciertos prisioneros claves de la CIA, a cambio de que Morgan colocara una trampa mortal para un grupo élite de asesinos de la CIA, conocidos como los Tigres Negros. El tratado firmado consistía en que los Tigres Negros fueran enviados a la selva de 'Nam para hacerlos desaparecer, con el pretexto de que estaban en misión de liberar prisioneros de guerra estadounidenses. Sin embargo, lo verdaderamente importante es entender que los negociadores no se dieron cuenta de una cosa: el jefe del equipo era el mayor John T. Booker (Chuck Norris). A pesar de todos los pronósticos, Booker sobrevive al igual que los demás.
Cinco años después de regresar de Vietnam, Booker, que ahora vive en Los Ángeles, California, está ahora trabajando como profesor de ciencias políticas en la UCLA, luciendo un bigote de la posguerra, y con una afición a la conducción de autos de carrera. Booker da clases a un grupo de niños sobre cómo la guerra no debería haber ocurrido, y que los EE. UU. no debió haber estado involucrado. Entonces bromea acerca de cantar canciones patrióticas la semana siguiente para expiar. Sentado en una de sus conferencias, una periodista brillante llamada Margaret (Anne Archer) empieza a hacer algunas preguntas muy específicas acerca de la misión de rescate fallido. Parece que alguien está matando poco a poco todos los miembros supervivientes del equipo de fuerzas especiales.
Booker es repentinamente llevado hacia atrás en su pasado cuando el nombramiento de Morgan como Secretario de Estado estimularía a Yen a chantajear a su excompañero de negociaciones para terminar su trato: el exterminio de los Tigres Negros.

## Elenco
- Chuck Norris como Mayor John T. Booker (Los Tigres Negros)
- Anne Archer como Margaret.
- James Franciscus como Conrad Morgan.
- Lloyd Haynes como Murray Saunders.
- Dana Andrews como Edgar Harolds.
- Jim Backus como Albert (El Apartamento Portero).
- Lawrence P. Casey como Mike Potter (Los Tigres Negros).
- Anthony Mannino como Gordie Jones (Los Tigres Negros).
- Soon-Tek Oh como Mjr. Mhin Van Thieu (Los Tigres Negros).
- Joe Bennett como Lou Goldberg (Los Tigres Negros).
- Jerry Douglas como Joe Walker (Los Tigres Negros).
- Stack Pierce como Holly Washington (Los Tigres Negros).
- Michael Payne como Mitch (Los Tigres Negros).
- David Starwalt como Steagle (Los Tigres Negros).
- Aaron Norris como Al (Los Tigres Negros).
- Don Pike como Hank (Los Tigres Negros).
- Benjamin J. Perry como Finney (Los Tigres Negros).
- Kathy McCullen como Kelly.
- Michael Stark como Pitman.
- James Bacon como Senador.
- Hatsuo Uda como limpiabotas.
- Virginia Wing como Mrs. Mhin Van Thieu
- Viola Harris como Airline Ticket Agent.
- Jacki Robins como señora gorda.
- Pat E. Johnson como agente de la CIA.
- Warren Smith como James (Chofer de Morgan).
- Dick Shoemaker como Newscaster.